# Francis Planté

Francis Planté

Francis Planté (* 2. März 1839 in Orthez, Département Pyrénées-Atlantiques; † 19. Dezember 1934 in Saint-Avit, Département Landes) war ein französischer Pianist, der von seinen Zeitgenossen le Dieu du piano genannt wurde.

## Leben
Im Alter von vier Jahren hatte Francis Planté Klavierunterricht bei Madame Saint-Aubert, einer Schülerin Franz Liszts. Im Januar 1849 trat er als Schüler von Antoine François Marmontel in das Pariser Konservatorium ein und gewann dort bereits 1850 den ersten Preis im Fach Klavier. Gioacchino Rossini lud ihn zu Konzerten in seinen Salon ein, wo er Musiker wie Liszt, Felix Mendelssohn Bartholdy, Sigismund Thalberg, Charles Gounod und Charles Marie Widor kennenlernte. In den Folgejahren trat er häufig als Kammermusiker mit dem Geiger Jean-Delphin Alard und dem Cellisten Auguste-Joseph Franchomme auf, einem ehemaligen Kammermusikpartner Chopins.
1858 kehrte er an das Konservatorium zurück und studierte dort Komposition und Harmonielehre. Danach zog er sich für etwa zehn Jahre vom Konzertbetrieb zurück, um selbst zu komponieren. 1872 kehrte er auf die Konzertbühne zurück und trat bis zum Tod seiner Frau 1908 öffentlich auf. Besondere Verdienste erwarb er sich um die Verbreitung der Werke Robert Schumanns in Frankreich.
Planté war nicht nur als exzellenter Klaviervirtuose berühmt, sondern auch als Exzentriker. Zu seinen Konzerten, die zwischen drei und sechs Stunden zu dauern pflegten, gab es vorher keine Programme, und er unterbrach sie häufig, um dem Publikum musikalische Details zu erläutern.
1928 spielte Planté in seinem Haus in Mont-de-Marsan eine Reihe von Aufnahmen für die French Columbia ein. Er ist damit neben Vladimir de Pachmann der einzige Zeitgenosse Chopins, von dem elektrische Plattenaufnahmen existieren.